# San Demetrio ne’ Vestini
San Demetrio ne’ Vestini ist eine italienische Gemeinde (comune) mit 1948 Einwohnern (Stand 31. Dezember 2023) in der Provinz L’Aquila in den Abruzzen.

## Geographie
Die Gemeinde liegt etwa 18 Kilometer südöstlich von L’Aquila auf 662 m s.l.m. im vom Aterno durchflossenen gleichnamigen Tal. Die Gemeinde wurde durch das Erdbeben von L’Aquila im Jahr 2009 schwer getroffen.

## Verkehr
Der Bahnhof der Gemeinde liegt an der Bahnstrecke von L’Aquila nach Sulmona.

## Persönlichkeiten
- Raffaele Cappelli (1848–1921), Jurist, Diplomat und Politiker

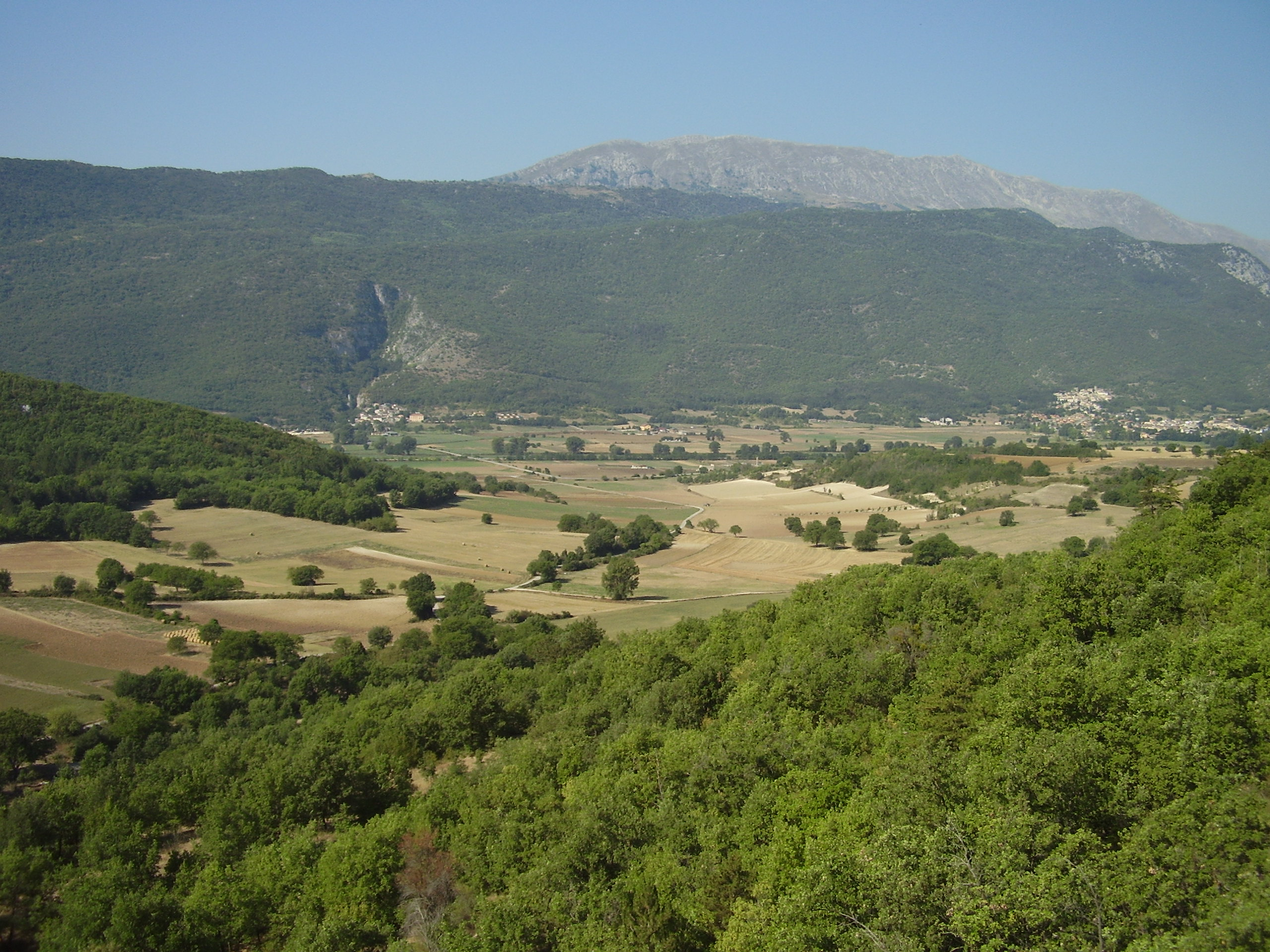
Das Aternotal bei San Demetrio ne’ Vestini
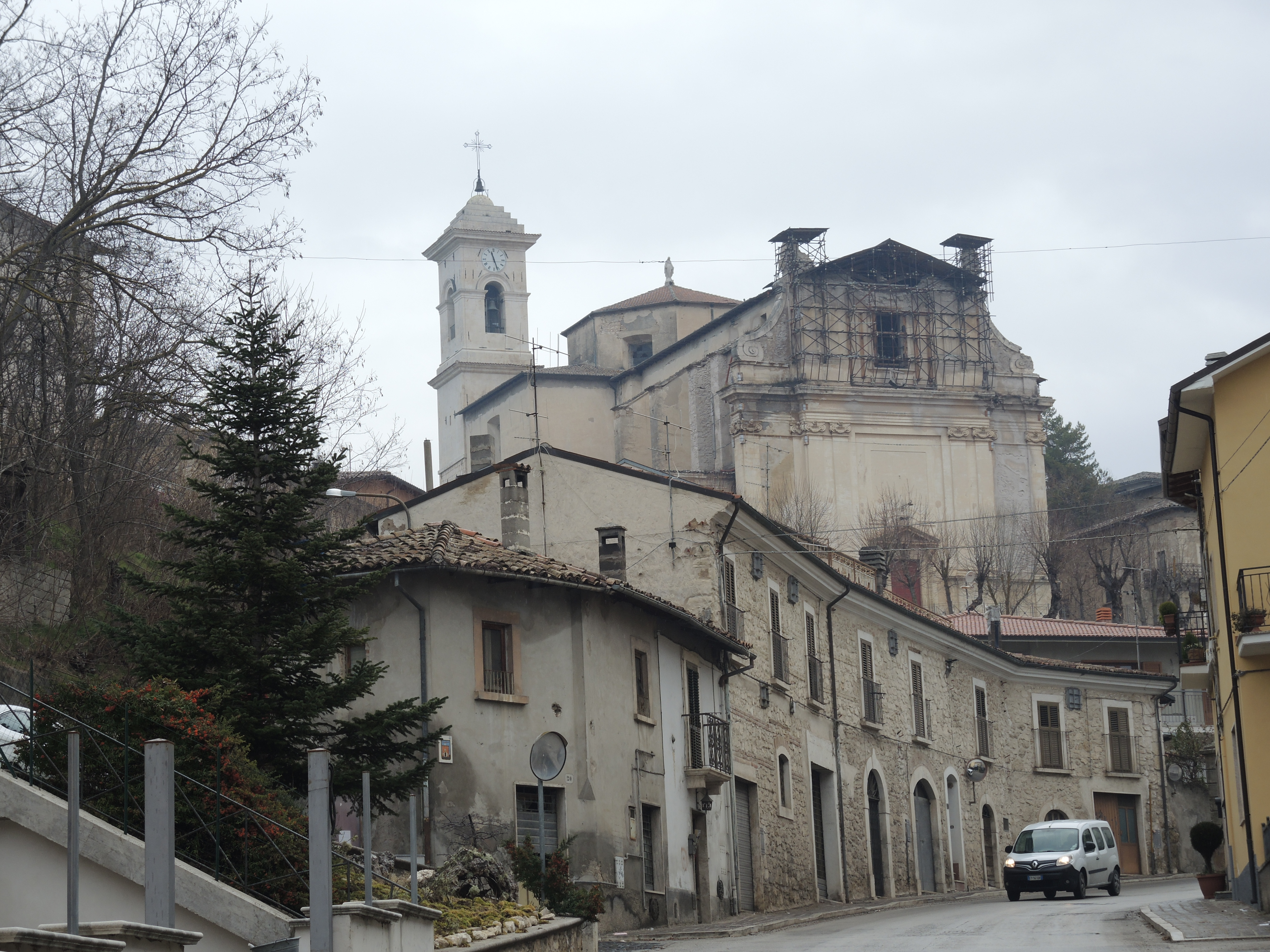
Ortskern mit der Kirche Santa Maria dei Raccomandati
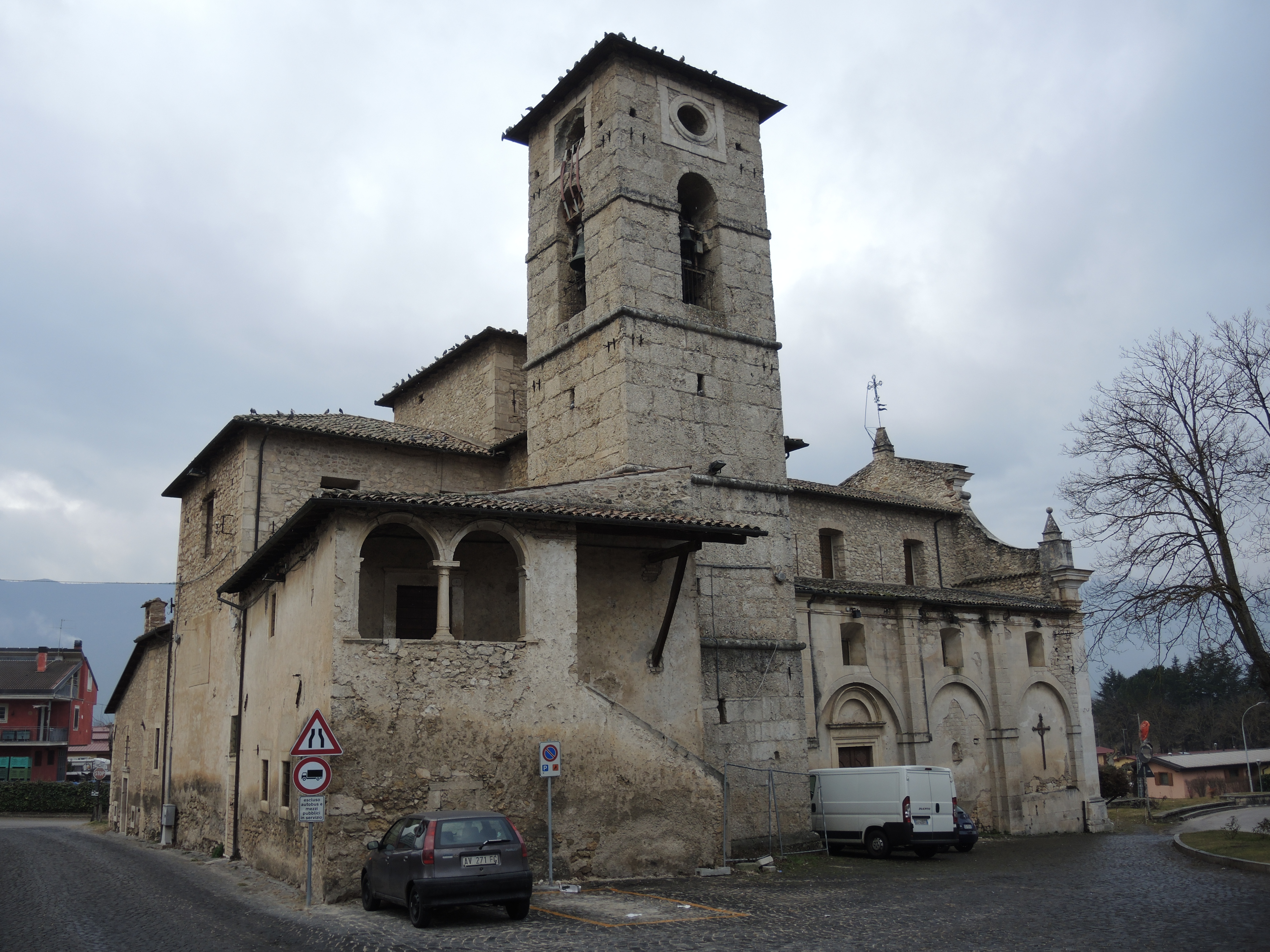
Pfarrkirche San Demetrio da Tessalonica
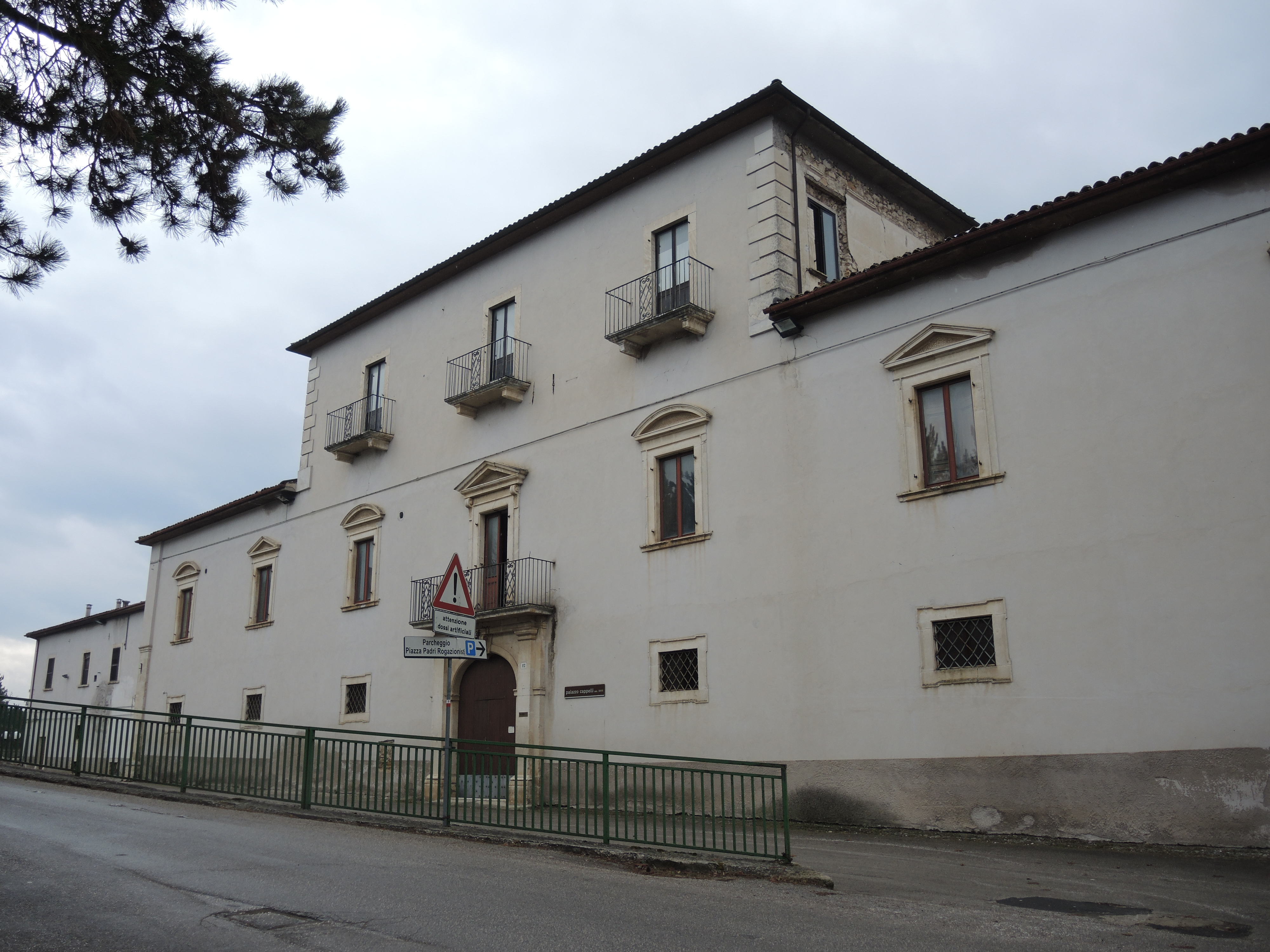
Palazzo Pignatelli Cappelli
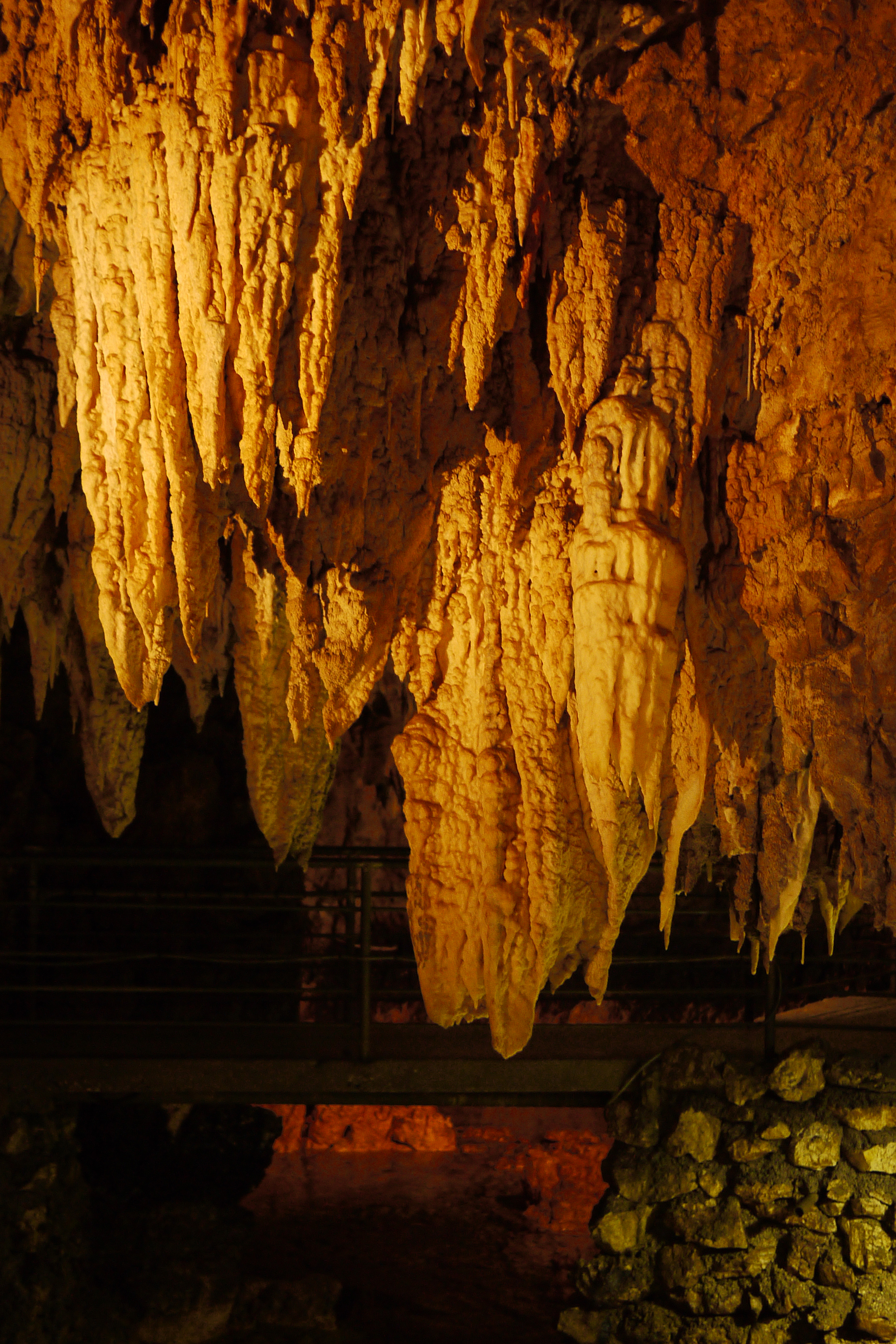
Grotte di Stiffe